# سحر تبر
فاطمه خویشوند (زادهٔ ۲۶ خرداد ۱۳۸۰) که به نام سحر تبر شناخته می‌شود، یک اینفلوئنسر اینستاگرامی اهل ایران است. او فعالیت خود را در سال ۱۳۹۵ آغاز کرد و در مهر ۱۳۹۸ به دستور دادسرای ارشاد تهران بازداشت شد.

## بازداشت
بخش خبری ۲۰:۳۰ تلویزیون دولتی ایران سه‌شنبه شب ۳۰ مهر ۱۳۹۸ اعترافات وی را در قالب گزارشی با سرفصل «صریح دربارهٔ فرهنگ» پخش کرد. او در این برنامه گفت همیشه آرزوی معروف شدن داشته و علاقه‌اش به شخصیت امیلی در پویانمایی عروس مرده ساخته تیم برتون باعث شده که با عمل‌های جراحی، گریم‌های فراوان و فتوشاپ عکس‌ها، خودش را شبیه او کند و از این طریق طرفداران بیشتری پیدا کند.

### ابتلا بهکرونا
در روز دوشنبه ۲۵ فروردین ۱۳۹۹، پیام درفشان وکیل مدافع فاطمه خویشوند اعلام کرد که وی در زندان به بیماری کرونا مبتلا شده است. او گفت در بحث کرونا مدیریت‌هایی در سطح زندان‌ها وجود داشته و حتی اشخاص مرتکب سرقت و جرایم امنیتی به مرخصی رفته‌اند، اما موکل بنده با شرایط روحی نامساعد هنوز در بازداشت موقت به سر می‌برد.

## محکومیت
روز جمعه، ۲۱ آذر ۱۳۹۹، فاطمه خویشوند از صدور حکم محکومیت ۱۰ سال حبس خبر داد و دربارهٔ موارد اتهام گفت: «چهار اتهام به من وارد شده بود که از دو مورد آن تبرئه شده‌ام.» و امیدوار است که مورد عفو قرار گیرد. او اضافه کرد که به این حکم اعتراض کرده است.